# Quinapondan
Quinapondan es un municipio filipino de quinta clase, perteneciente a la provincia de Sámar Oriental, en las Bisayas Orientales.

## Toponimia
El lugar puede aparecer referido como «Quinapondan» y «Quinapundan».

## Historia
Hacia mediados del siglo XIX, el lugar dependía del de Balangiga, que a su vez estaba unido al de Guiuan. Aparece descrito en el segundo volumen del Diccionario geográfico, estadístico, histórico de las Islas Filipinas (1851) de Manuel Buzeta Núñez y Felipe Bravo con las siguientes palabras:

QUINAPUNDAN: visita del pueblo de Balangiga en la isla y prov. de Samar, dióc. de Cebú; sit. en terr. llano, en la costa de la isla, y no muy lejos de su matriz, en cuyo art. van incluidos sus trib. prod. y pobl.
(Buzeta y Bravo, 1851, p. 411)

En 2020, tenía censados 14 507 habitantes.